# Nepal na Letnich Igrzyskach Paraolimpijskich 2008
Nepal na Letnich Igrzyskach Paraolimpijskich w Pekinie reprezentował jeden zawodnik (mężczyzna). Był to drugi występ Nepalu na paraolimpiadzie. Reprezentant tego kraju nie zdobył żadnego medalu.

## Wyniki

### Lekkoatletyka
- Jit Bahadur Khadka – 100 m (T46), 6. miejsce w biegu eliminacyjnym (14,23)[2].